# 100km-Duathlon
Der 100km-Duathlon ist ein Mannschaftsduathlon und findet seit 1996 jedes Frühjahr auf einer Wettkampfstrecke rund um Dresden statt. Der Staffelmodus dieser Breitensportveranstaltung kommt in variierter Form auch bei jüngeren Wettkämpfen wie dem Turmduathlon, dem Friesen-Duathlon, dem Lauf zur Blauen Blume, dem Team-Duathlon Kusel, RUN & BIKE Neuzelle und dem Südraum-Marathon zur Anwendung.

## Regeln

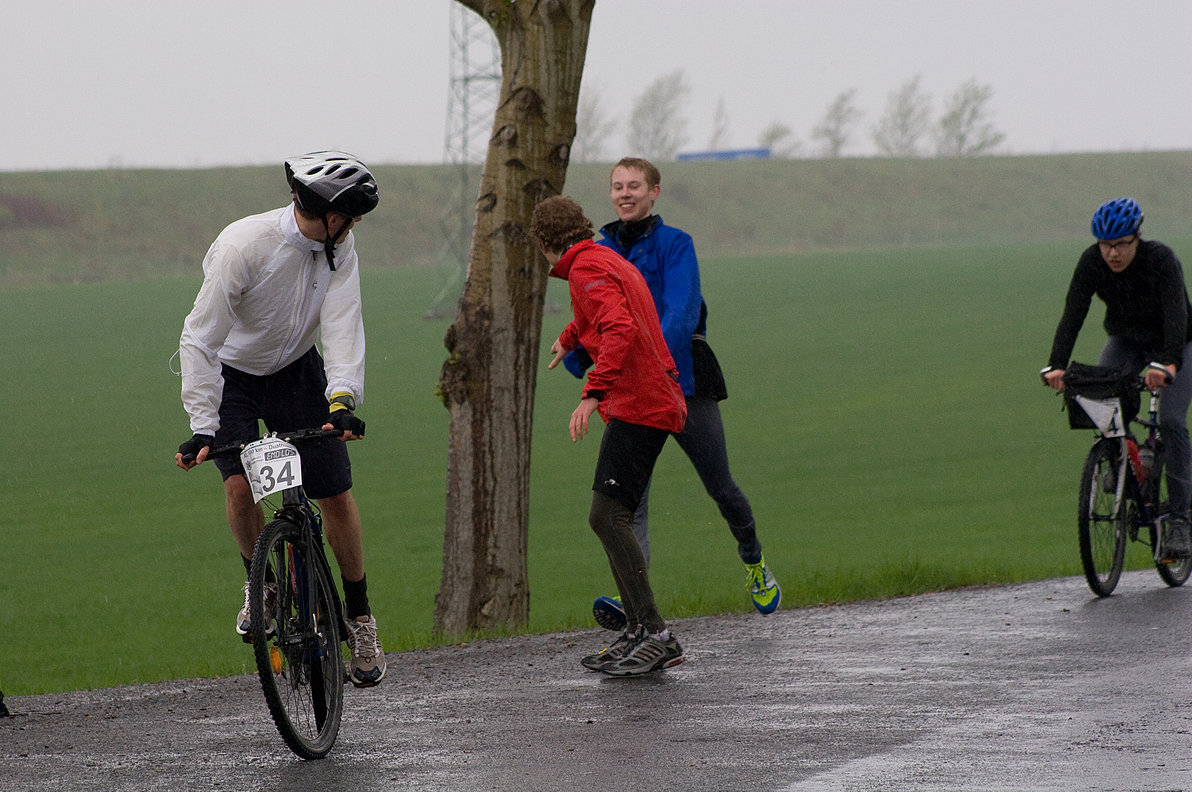
Wechsel der Läuferposition beim elften 100-km-Duathlon 2006

Beim 100-km-Duathlon bewältigt eine Mannschaft aus fünf Sportlern mit vier Fahrrädern geschlossen die 100 km lange Wettkampfstrecke rund um Dresden. Die Läuferposition wird teamintern in einer fortlaufenden Staffel gewechselt. Das Team ist frei, je nach Wettkampfsituation und Taktik, die Anteile der Disziplinen Laufen und Radfahren zwischen den Mannschaftsmitgliedern unterschiedlich zu verteilen. Der Start der Teams erfolgt nacheinander im Minutenabstand in umgekehrter Reihenfolge der Vorjahresplatzierung. Starke Teams starten zum Schluss und sind, um sich an die Spitze des Starterfeldes zu setzen, zum Überholen langsamerer Teams gezwungen. Die Orientierung der Mannschaften ist anhand Karte, Wegbeschreibung, Markierungen auf der Strecke, Ortskenntnis, GPS und durch Verfolgen vorausfahrender Teams möglich.
Für die Wertung gilt:
- Die Streckenkonformität der Mannschaften wird an den Verpflegungs- und Kontrollposten durch Selbsteintragerlisten geprüft. Bei Abweichung von der Wettkampfstrecke wird der Mannschaft eine Zeitstrafe auferlegt.
- Die Mannschaft muss vollständig das Ziel erreichen.
- Die Zeit des letzten ankommenden Mitglieds einer Mannschaft wird gewertet.

## Entwicklung
1996 fand der erste 100-km-Duathlon im Rahmen der 100-Jahr-Feier am Gymnasium Dresden-Plauen statt. Seit 2000 wird zwischen dem Start und dem Zieleinlauf des großen Duathlons der 20-km-Schülerduathlon nach dem gleichen Modus gemeinsam vom Gymnasium und dem Triathlonverein Dresden e. V. ausgetragen. Seit 2001 organisieren der VfA endLOS Dresden e. V. und das Gymnasium Dresden-Plauen gemeinsam den Wettkampf. 2010 wurde der 15. 100-km-Duathlon als erste Breitensportveranstaltung komplett und einheitlich GPS-aufgezeichnet. Dafür kam ein kombiniertes Zeitmessungs- und Tracking-System erstmals zur Anwendung. 2012 wurde die Anzahl der Teilnehmer auf 250 – also 50 Mannschaften begrenzt. Das Tracking erfolgt seit 2013 individuell mittels Smartphone-App und für Spezialvisualisierung wie Voraus- und Schlussfahrer mit GPS-Trackern. Zum Jubiläum im Jahr 2015 (XX. Duathlon) wurde eine Sonderstrecke über Schellerhau im Osterzgebirge gewählt, welche insgesamt 2015 Höhenmeter bergauf und 1996 Hm bergab umfasste.

## Wettkampfstrecke
Start und Ziel ist am Gymnasium Dresden-Plauen. Die Rundstrecke verläuft auf Crosswegen und Nebenstraßen. Die Umrundung der Stadt Dresden erzwingt, zweimal die Elbe zu überqueren. Diese geografischen Randbedingungen schränken mögliche Varianten für die Wettkampfstrecke ein und haben reichlich 1000 Höhenmeter zur Folge, weil die Mannschaften zweimal in das Elbtal absteigen und in die Elbhänge aufsteigen müssen.